# Patricio Furlong
Patricio Furlong y Malpica (Puebla de Zaragoza, 19 de enero de 1782-ib., 9 de septiembre de 1833) fue un militar y político mexicano. Participó activamente en la política de los primeros años de la vida independiente de México. Ocupó el cargo de Gobernador Constitucional del Estado de Puebla en dos ocasiones, la primera entre 1828-1829 y la última entre 1832-1833. Murió víctima de la epidemia de cólera que azotaba Puebla en ese entonces.
Históricamente fue el primer gobernador del Estado de Puebla que falleció en el pleno ejercicio de sus funciones.
A su muerte fue sucedido interinamente por su hermano Cosme Furlong en 1833.

## Biografía
Nació en la Ciudad de Puebla de los Ángeles el 19 de enero de 1782, hijo legítimo del subteniente de Dragones Provinciales James Diego Furlong Downes, originario de Belfast, Irlanda del Norte y Ana Rita Gertrudis Malpica Rodríguez. Pasó sus primeros años en el seno de su familia, recibiendo la misma educación que sus otros diez hermanos, los cuales al proceder de una familia de abolengo por parte de su madre, de origen español, tuvieron un privilegiado lugar en la oligarquía local. Su familia fue propietaria de varios molinos y haciendas en Puebla.
En 1820, Patricio Furlong fue nombrado diputado para representar a la Intendencia de Puebla en la Diputación, establecida en México según lo dispuesto por la nueva Constitución liberal, dada por las Cortes españolas en Cádiz. En 1821 se unió a Iturbide contribuyendo con recursos y armas al rompimiento del yugo español. En 1822, siendo coronel del 1.er Regimiento de Milicias Nacionales, fungió como primer regidor en el primer Ayuntamiento de Puebla en la época independiente. En 1823 cooperó eficazmente al establecimiento de la federación. Nombrado diputado al Congreso Constituyente, tuvo el honor de sancionar la Constitución Federal de la República proclamada el 4 de octubre de 1824. 
A consecuencia del Motín de la Acordada el presidente electo Manuel Gómez Pedraza, quien hasta entonces fungía como Gobernador de Puebla, abandonó el país, quedando en crisis la gubernatura de Puebla, la cual fue asumida intermitentemente por José María Calderón y luego por Joaquín de Haro y Tamariz quien abandonó el cargo en diciembre de 1829. Tras apoyar a Antonio López de Santa Anna con 200 hombres en Tampico contra la expedición de Isidro Barradás, Patricio Furlong asumió la gobernatura de Puebla provisionalmente al inicio de 1830 hasta el 24 de mayo de aquel año cuando Juan José Andrade, partidario de Anastasio Bustamante (que se había rebelado contra la presidencia de Vicente Guerrero) tomó militarmente la Ciudad de Puebla y le puso prisionero durante varios meses. Con la intervención de Santa Anna, Patricio Furlong fue liberado y participó activamente en durante los combates que tendrían como finalidad restituir el orden político del país al obligar a Bustamante a reconocer a  Gómez Pedraza como presidente con la firma de los Convenios de Zavaleta a finales de 1832.
Una vez restablecido el orden, el congreso pudo reunirse nuevamente el 23 de enero de 1833, estableciendo una junta de consejo que reconocería a Patricio Furlong como gobernador para que retomara el poder el 1 de marzo de aquel año. El 12 de mayo Santa Anna fue recibido con gran entusiasmo en Puebla, siendo reconocido como el "Libertador del Pueblo" celebrándose fiestas en su honor. Sin embargo unas semanas después Mariano Arista se levantaría en armas contra el gobierno de Santa Anna y su vicepresidente Valentín Gómez Farías en contra de las reformas liberales que estaba promoviendo este último. Arista y Durán atacaron Puebla, uniéndoseles en Tepeaca las tropas de Lemus que estaban a su cargo dirigiéndose hacia la Ciudad de Puebla, que era defendida por Guadalupe Victoria y Patricio Furlong. Tras 6 días de intensos combates y al no poder tomar la Ciudad de Puebla, los rebeldes se retiraron a San Martín Texmelucan y Patricio Furlong fue ascendido a General de Brigada. 

## Fallecimiento
El 22 de agosto de 1833 explotó un almacén de pólvora que se ubicaba en el Colegio Carolino, causando graves daños al edificio y matando en el acto a más de 100 personas. En medio de la tragedia, se vivía una crisis sanitaria debido al cólera que se había propagado a principios de ese mismo año. El gobernador Patricio Furlong emitió algunas medidas para contrarrestar el avance de la enfermedad, pero él mismo cayó enfermo y falleció luego de 3 días de agonía el 9 de septiembre de 1833, siendo en la historia de Puebla el primer gobernador que perece en el ejercicio de sus funciones.
Fue sepultado el 12 de septiembre en el camposanto de San Xavier, establecido extramuros de la Ciudad.